# Mulondo
Mulondo is een gemeente in de Filipijnse provincie Lanao del Sur in het noorden van het eiland Mindanao. Bij de laatste census in 2007 had de gemeente ruim 16 duizend inwoners.

## Geografie

### Bestuurlijke indeling
Mulondo is onderverdeeld in de volgende 26 barangays:
| - Bagoaingud - Bangon - Buadi-Abala - Buadi-Bayawa - Buadi-Insuba - Bubong - Bubonga Guilopa - Cabasaran - Cairatan - Cormatan - Dalama - Dansalan - Dimarao | - Guilopa - Ilian - Kitambugun - Lama - Lilod - Lilod Raybalai - Lumbac - Lumbaca Ingud - Madaya - Pindolonan - Poblacion - Salipongan - Sugan |

## Demografie
Mulondo had bij de census van 2007 een inwoneraantal van 16.458 mensen. Dit zijn 4.090 mensen (33,1%) meer dan bij de vorige census van 2000. De gemiddelde jaarlijkse groei komt daarmee uit op 4,02%, hetgeen hoger is dan het landelijk jaarlijks gemiddelde over deze periode (2,04%). Vergeleken met de census van 1995 is het aantal mensen met 4.592 (38,7%) toegenomen.

De bevolkingsdichtheid van Mulondo was ten tijde van de laatste census, met 16.458 inwoners op 458,67 km², 35,9 mensen per km².